# Masushima Tatsuya
Tatsuya Masushima (増嶋 竜也 Masushima Tatsuya, sinh ngày 22 tháng 4 năm 1985 ở Chiba, Chiba) là một cầu thủ bóng đá người Nhật Bản hiện tại thi đấu cho JEF United Chiba.

## Thống kê sự nghiệp
Cập nhật đến ngày 23 tháng 2 năm 2017.
| Câu lạc bộ          | Mùa giải            | Giải vô địch | Giải vô địch | Cúp     | Cúp       | Cúp Liên đoàn | Cúp Liên đoàn | Châu lục1 | Châu lục1 | Khác2   | Khác2     | Tổng    | Tổng      |
| Câu lạc bộ          | Mùa giải            | Số trận      | Bàn thắng    | Số trận | Bàn thắng | Số trận       | Bàn thắng     | Số trận   | Bàn thắng | Số trận | Bàn thắng | Số trận | Bàn thắng |
| ------------------- | ------------------- | ------------ | ------------ | ------- | --------- | ------------- | ------------- | --------- | --------- | ------- | --------- | ------- | --------- |
| F.C. Tokyo          | 2004                | 7            | 0            | 1       | 0         | 2             | 0             | -         | -         | -       | -         | 10      | 0         |
| F.C. Tokyo          | 2005                | 4            | 0            | 0       | 0         | 0             | 0             | -         | -         | -       | -         | 4       | 0         |
| F.C. Tokyo          | 2006                | 14           | 1            | 2       | 2         | 3             | 0             | -         | -         | -       | -         | 19      | 3         |
| F.C. Tokyo          | Tổng                | 25           | 1            | 3       | 2         | 5             | 0             | -         | -         | -       | -         | 33      | 3         |
| Ventforet Kofu      | 2007                | 25           | 4            | 0       | 0         | 7             | 1             | -         | -         | -       | -         | 32      | 5         |
| Ventforet Kofu      | Tổng                | 25           | 4            | 0       | 0         | 7             | 1             | -         | -         | -       | -         | 32      | 5         |
| Kyoto Sanga F.C.    | 2008                | 32           | 0            | 2       | 0         | 6             | 0             | -         | -         | -       | -         | 40      | 0         |
| Kyoto Sanga F.C.    | 2009                | 21           | 0            | 1       | 0         | 5             | 0             | -         | -         | -       | -         | 27      | 0         |
| Kyoto Sanga F.C.    | 2010                | 25           | 0            | 0       | 0         | 6             | 0             | -         | -         | -       | -         | 31      | 0         |
| Kyoto Sanga F.C.    | Tổng                | 78           | 0            | 3       | 0         | 17            | 0             | -         | -         | -       | -         | 98      | 0         |
| Kashiwa Reysol      | 2011                | 25           | 0            | 3       | 1         | 1             | 0             | -         | -         | 4       | 0         | 33      | 1         |
| Kashiwa Reysol      | 2012                | 30           | 4            | 5       | 1         | 4             | 0             | 7         | 0         | 1       | 0         | 47      | 5         |
| Kashiwa Reysol      | 2013                | 25           | 1            | 2       | 0         | 3             | 0             | 9         | 2         | 1       | 0         | 40      | 3         |
| Kashiwa Reysol      | 2014                | 16           | 1            | 1       | 0         | 3             | 0             | -         | -         | 1       | 0         | 21      | 1         |
| Kashiwa Reysol      | 2015                | 2            | 0            | 0       | 0         | 0             | 0             | 3         | 0         | -       | -         | 5       | 0         |
| Kashiwa Reysol      | 2016                | 17           | 0            | 2       | 0         | 3             | 2             | -         | -         | -       | -         | 22      | 2         |
| Tổng                | Tổng                | 115          | 6            | 13      | 2         | 14            | 2             | 7         | 0         | 7       | 0         | 173     | 12        |
| Vegalta Sendai      | 2017                | 22           | 1            | 0       | 0         | 5             | 0             | -         | -         | -       | -         | 27      | 1         |
| Tổng                | Tổng                | 22           | 1            | 0       | 0         | 5             | 0             | -         | -         | -       | -         | 27      | 1         |
| JEF United Chiba    | 2018                |              |              |         |           | -             | -             | -         | -         | -       | -         |         |           |
| Tổng                | Tổng                |              |              |         |           | -             | -             | -         | -         | -       | -         |         |           |
| Tổng cộng sự nghiệp | Tổng cộng sự nghiệp | 265          | 12           | 19      | 4         | 48            | 3             | 19        | 2         | 7       | 0         | 358     | 21        |

1Bao gồm Giải vô địch bóng đá các câu lạc bộ châu Á.
2Bao gồm Giải bóng đá Cúp câu lạc bộ thế giới, Siêu cúp Nhật Bản và Giải bóng đá vô địch Suruga Bank.

## Thống kê sự nghiệp đội tuyển quốc gia

### Số lần ra sân trong các giải đấu lớn
| Đội bóng | Giải đấu                                        | Thể loại | Số trận | Số trận | Bàn thắng | Thành tích đội bóng |
| Đội bóng | Giải đấu                                        | Thể loại | Start   | Sub     | Bàn thắng | Thành tích đội bóng |
| -------- | ----------------------------------------------- | -------- | ------- | ------- | --------- | ------------------- |
| Nhật Bản | Vòng loại Giải vô địch bóng đá U-19 châu Á 2004 | U-18     | 2       | 0       | 3         | Vào vòng trong      |
| Nhật Bản | Giải vô địch bóng đá U-19 châu Á 2004           | U-19     | 6       | 0       | 0         | Hạng ba             |
| Nhật Bản | Giải vô địch bóng đá trẻ thế giới 2005          | U-20     | 4       | 0       | 0         | Vòng 16 đội         |

## Danh hiệu
FC Tokyo
- J. League Cup (1): 2004

Kashiwa Reysol
- J1 League (1): 2011
- Cúp Hoàng đế Nhật Bản (1): 2012
- Siêu cúp Nhật Bản (1): 2012
- J. League Cup (1): 2013
- Giải bóng đá vô địch Suruga Bank (1): 2014

## Đời sống cá nhân
Masushima kết hôn với vận động viên cầu lông Reiko Shiota vào ngày 30 tháng 9 năm 2012.